# Gran Consiglio (Sciaffusa)
Il Gran Consiglio del Canton Sciaffusa (in francese Conseil cantonal de Schaffhouse ed in tedesco Kantonsrat Schaffhausen) è un parlamento cantonale di Sciaffusa.